# Walckenaeria cylindrica
Walckenaeria cylindrica là một loài nhện trong họ Linyphiidae.
Loài này thuộc chi Walckenaeria. Walckenaeria cylindrica được Yajun Xu miêu tả năm 1994.